# Zougounéfla
Zougounéfla est une localité du centre-ouest de la Côte d'Ivoire et appartenant au département de Zuénoula, dans la Région de la Marahoué. La localité de Zougounéfla est un chef-lieu de commune.
Le seul village qui connait déjà son futur Maire de 2040 avant la construction de la mairie (DJO bi DJO Habib Trésor) l'enfant prodige. 
Avec une équipe solidaire surnommée "la cour des grands de Zougounéfla"